# قصاصين الشرق
قرية قصاصين الشرق هي إحدى القرى التابعة لمركز الحسينية في محافظة الشرقية في جمهورية مصر العربية. حسب إحصاءات سنة 2006، بلغ إجمالي السكان في قصاصين الشرق 13990 نسمة، منهم 7139 رجل و6851 امرأة.